# Limnophora triangula
Limnophora triangula este o specie de muște din genul Limnophora, familia Muscidae. A fost descrisă pentru prima dată de Fallen în anul 1825. Conform Catalogue of Life specia Limnophora triangula nu are subspecii cunoscute.